# Sub Pop 200
Sub Pop 200 es un compilatorio lanzado en los primeros días de la difusión masiva de la escena del Grunge en Seattle durante diciembre de 1988. Las canciones que componen este álbum (algunas son de las primeros lanzamientos y de otros medios) son de bandas como Tad, The Fluid, Nirvana, Steven Jesse Bernstein, Mudhoney, The Walkabouts, Terry Lee Hale, Soundgarden, Green River, The Fastbacks, Blood Circus, Swallow, Chemistry Set, Girl Trouble, The Nights and Days, Cat Butt, Beat Happening, Screaming Trees, Steve Fisk y The Thrown Ups.
Algunas de estas bandas tuvieron bastante influencias en los principios de los 90'. Las más notables de éstas fueron Nirvana, Soundgarden, Green River (quienes pasaron a distribuirse entre Mudhoney, Mother Love Bone y Pearl Jam), Screaming Trees y Mudhoney.

## Canciones
1. "Sex God Missy" - Tad
2. "Is It Day I'm Seeing?" - The Fluid
3. "Spank Thru" - Nirvana
4. "Come Out Tonight" - Steven Jesse Bernstein
5. "The Rose" - Mudhoney
6. "Got No Chains" - The Walkabouts
7. "Dead Is Dead" - Terry Lee Hale
8. "Sub Pop Rock City" - Soundgarden
9. "Hangin' Tree" - Green River
10. "Swallow My Pride" - Green River
11. "The Outback" - Blood Circus
12. "Zoo" - Swallow
13. "Underground" - Chemistry Set
14. "Gonna Find A Cave" - Girl Trouble
15. "Split" - The Nights and Days
16. "Big Cigar" - Cat Butt
17. "Pajama Party In A Haunted Hive" - Beat Happening
18. "Love Or Confusion" - Screaming Trees
19. "Untitled" - Steve Fisk
20. "You Lost It" - The Thrown Ups